# Madasumma petersi
Madasumma petersi är en insektsart som först beskrevs av Henri Saussure 1878.  Madasumma petersi ingår i släktet Madasumma och familjen syrsor. Inga underarter finns listade i Catalogue of Life.